# Полохачів
Поло́хачів — село в Україні, в Коростенському районі Житомирської області. Входить до складу Овруцької міської громади. Населення становить 307 осіб.

## Історія
У 1906 році село Покалівської волості Овруцького повіту Волинської губернії. Відстань від повітового міста 15 верст, від волості 1. Дворів 54, мешканців 349.